# Dialogy karmelitek
Dialogy karmelitek (ve francouzštině Dialogues des Carmélites) je opera o třech dějstvích Francise Poulenca. V roce 1953 vyhledal Poulenca Guiido Valcarenghi z nakladatelství Casa Ricordi a pověřil ho napsáním baletu pro operní dům La Scala v Miláně. Když Poulenc námět odmítl s tím, že je nudný a neispirativní, nabídl Valcarenghi místo baletu scénář od Georgese Bernanose, podle novely Die Letzte am Schafott (Poslední na popravišti) od Gertrudy von le Fort. Historický příběh se odehrává v karmelitánském klášteře v Compiègne za Francouzské revoluce. Poprvé byla opera publiku představena v italské verzi v la Scale 26. ledna 1957; původní francouzská verze měla premiéru 21. června 1957 v pařížském Théâtre National de l'Opéra (současná Opéra national de Paris).
Opera Dialogy karmelitek je jedním z mistrných Poulencových vokálních děl. Samotné dialogy jsou pojaty jako recitativy s melodickou linkou, která následuje text, harmonická stavba je svěží a bohatá. Poulencovy hluboké náboženské pocity jsou patrné v nádherných a cappella pasážích Ave Maria ve 2. dějství; scéně 2 a Ave verum corpus ve 2. dějství; scéně 4 či v samotném závěru opery pak Salve regina.
Libreto je neobvykle hluboké díky psychologické studii kontrastních povah Matky Marie de l'Incarnation a Blanche de la Force.

## Postavy
| Postava                                       | Hlas        |
| --------------------------------------------- | ----------- |
| Markýz de la Force                            | baryton     |
| Rytíř de la Force, jeho syn                   | tenor       |
| Blanka de la Force, jeho dcera                | soprán      |
| Thierry, komorník                             | baryton     |
| Paní de Croissy, převorka                     | alt         |
| Sestra Konstancie ze St. Denis, mladá novicka | soprán      |
| Matka Marie od Vtělení, pomocnice převorky    | mezzosoprán |
| M. Javelinot, lékař                           | baryton     |
| Paní Lidoine, nová převorka                   | soprán      |
| Matka Jana od Božského děťátka                | alt         |
| Sestra Matydla                                | mezzosoprán |
| Zpovědník kláštera                            | tenor       |
| První pověřenec                               | tenor       |
| Druhý pověřenec                               | baryton     |
| Úředník městské rady                          | baryton     |
| Žalářník                                      | baryton     |
| karmelitánky, úředníci, vězňové, měšťané      | sbor        |

## Obsah opery

### První jednání
Opera začíná v dubnu 1789 v pařížském domě markýze de la Force. Na ulicích probíhají lidové nepokoje, které zakrátko vyústí ve Velkou francouzskou revoluci. Do markýzova pokoje přichází jeho syn a vyjadřuje strach o svou bojácnou sestru Blanku, která uvázla v kočáře uprostřed bouřícího se davu. Blanka nakonec přijíždí a událost se snaží zlehčovat. Když se ale při odchodu z místnosti vyleká postavy sloužícího, vyjde najevo, že to pro ni byla ve skutečnosti děsivá příhoda. Blanka se vrací k otci a svěřuje se mu, že má v úmyslu vstoupit do karmelitánského kláštera.
Proměna: Klášter karmelitek v Compiègne o několik týdnů později. Blanka je přijata nemocnou převorkou – paní de Croissy. Ta jí nejprve vysvětluje, že klášter má sloužit jako místo modliteb, a nikoliv jako úkryt před světem. Je ale dojata její upřímností, a proto ji do kláštera přijme. Blanka přijme řádové jméno sestra Blanka od Kristovy úzkosti.
Blanka a další novicka Konstancie spolu při práci hovoří o strachu ze smrti.
Paní de Croissy umírá v bolestech ve své cele. Přivolaný lékař jí už nemůže pomoci. Paní de Croissy si tedy nechá přivolat Blanku, žehná jí a svěřuje ji do péče matce Marii. Pak v bolestech a s hrůzou ze smrti umírá.

### Druhé jednání
Blanka a Konstancie se v noci modlí u zemřelé převorky. Blanky se zmocní strach a hrůza ze smrti a chce utéci z kaple. Setká se ale s matkou Marií, která ji utěšuje. Konstancie mluví s Blankou o kruté smrti převorky a uvažuje o tom, proč tak zbožná žena měla tak bolestiplný skon. Vyslovuje myšlenku, že člověk neumírá pro sebe, ale pro druhé a že matka představená na sebe vzala utrpení, které jiným smrtelníkům umožní zemřít v pokoji. Konstancie by si také velmi přála, kdyby se novou představenou stala právě matka Marie.
Představenou je jmenována paní Lidoine, která při své první řeči k sestrám zdůrazňuje pokoru a skromnost.
Do kláštera se ohlašuje návštěva. přichází rytíř de la Force a chce mluvit se svou sestrou. Vzhledem k okolnostem je mu rozhovor výjimečně povolen. Rytíř sděluje sestře, že odchází ze země a žádá Blanku, aby odešla z kláštera zpět ke starému otci, který ji nyní potřebuje. Blanka ale odmítne.
Postup revolučních událostí dospěl k tomu, že jsou zakázány bohoslužby. Kněz žehná po poslední mši sestrám a matka Marie uvažuje o tom, že možná všechny zemřou mučednickou smrtí. Paní Lidoine ji ale upozorňuje na to, že mučednickou smrt si nelze zvolit, ta je možná pouze v důsledku rozhodnutí Božího.
Do kláštera přicházejí dva komisaři a sdělují sestrám, že se klášter ruší a že jej musí opustit jako svobodné občanky. Jeden z komisařů sděluje matce Marii, že je bývalým ministrantem a varuje ji před udavači. Slibuje jí, že učiní vše pro to, aby se sestry dostaly bezpečně ven. Jedna ze sester předává sestře Blance sošku Jezulátka, která má být zachráněna, aby ji ukryla. Když se zvenčí ozve křik davu, Blanka se vyleká a sošku upustí. Ta se rozbije. Sestry jsou vyděšeny tímto zlým znamením.

### Třetí dějství
Sestry se sešly ve zničené kapli v nepřítomnosti matky představené. Matka Marie je vybízí k tomu, aby složily slib mučednické smrti. Ten ale musí být jednomyslný. Při tajném hlasování je jeden hlas proti. Sestry jsou přesvědčeny, že to je hlas Blanky. Konstancie ale prohlašuje, že to byla ona a že chce svůj hlas změnit. Blanka ve strachu z života i ze smrti uprchne. Ostatní sestry se převlékají do civilních šatů a jsou vojáky vyvedeny z kláštera.
Blanka žije v domě svého otce. Ten byl ale před několika týdny popraven a Blanka je nucena zde pracovat jako služka. Najde ji zde matka Marie a nabízí jí, že ji odtud odvede zpět k sestrám. Blanka je v novém prostředí vyděšená a nešťastná, návrat k sestrám ale odmítá.
Sestry byly zatčeny proto, že se odmítly vzdát své víry. Ve vězení opět hovoří o mučednické smrti a paní Lidoine se k jejich slibu připojuje.
Na ulici se matka Marie setká s knězem. Dozvídá se od něho, že sestry byly odsouzeny k smrti. Marie chce s nimi také zemřít, ale kněz ji upozorňuje, že mučednickou smrt si nelze zvolit. Ta je možná pouze z Boží vůle.
U gilotiny na Náměstí Revoluce dav očekává další popravu. Sestry karmelitky v čele s paní Lidoinií přicházejí a zpívají Salve Regina. Postupně jsou odváděny ke gilotině a sborový zpěv se tenčí. Nakonec zpívá už jen samotná Konstancie. Tu z davu vystoupí Blanka a připojuje se ke Konstancii a stává se poslední popravenou.

## Provedení v České republice a na Slovensku
- 2000, Slezské divadlo Opava, česká premiéra 8. října 2000, režie František Preisler, dirigent Petr Šumník, sbormistr: Kremena Peschaková, scéna Alexandr Babraj[4]
- 2006 Moravské divadlo Olomouc, dirigent Petr Šumník, režie Karla Štaubertová[5]
- 2013 Štátne divadlo Košice, slovenská premiéra 22. března 2013, dirigent Ondrej Olos, režie a scéna: Linda Keprtová.[6][5]